# 法田恵
法田 恵（ほった けい）は日本の漫画家。アダルト青年コミックの出身でその後一般コミックにも進出。鉄道模型の制作などは小池れ〜し名義で行う。千葉大学卒業。
「PETITパンドラ」にてデビュー。その後、「漫画セクシャル」から「キャンディーコミック」、「漫画ホットパンツ」など当時増殖を開始していた美少女系エロ雑誌に作品を発表。平行して究極超人あ～るから機動警察パトレイバーの完結までゆうきまさみのアシスタントを務める。
お尻は小さめながら肉感的なボディーと、愛くるしいキャラ、それに輪郭のはっきりしない大きな目がポイント。内容的には基本的に純愛系で、強姦などの鬼畜系はなし。どちらかといえば女性側の能動的なエッチで展開することが多く、ヒロイン視点の作品も少なくない。ギャグは多くないが、どこかほのぼのした展開が持ち味。

## 著作リスト

### 一般コミック
- 大南寮へいらっしゃい - 少年画報社、1996
- レンタルboy （全4巻）- 少年画報社、1997
- こんすとらくたーず（全5巻） - 少年画報社、1999-2002
- イナカナかれっじ（全6巻） - 双葉社、2002-2005
- お住みになりますか? （全2巻）- 実業之日本社、2005
- いつでもどこでも歩いてく（全2巻） - 双葉社、2006-2007
- 女子大のオキテ（全3巻） - 双葉社、2008-2009
- HEROINES - 双葉社、2010
- コス娘s - エンジェル出版、2012
- らぶぷに女子会 - エンジェル出版、2014
- デパガ研究所 - リイド社、2015

### 成人コミック
- 放課後メイク・ラブ - 日本出版社、1989
- 恋のオーダーメイド - 東京三世社、1989
- 愛のリハーサル - 東京三世社、1990
- 気まぐれPASSAGE - 日本出版社、1990
  - 気まぐれPASSAGE - 茜新社、1996（日本出版社版に2作追加収録）
- ミルキィロマンス - フロム出版，東京三世社、1991
- 天使のロマンス - 富士美出版、1993
- らいむエッセンス - 東京三世社、1993
- ハートに微熱 - 富士美出版、1993
- ラブ・リハーサル - 茜新社、1994
- 夢のふたり - フロム出版，東京三世社、1994
- ハートフルデイズ - 東京三世社、1995
- I was Seventeen ＝17歳の頃＝ - 茜新社、1995
- 恋はタイミング! - シュベール出版、1995
- Friends or Lovers - 富士美出版、1995
- 吐息でシャワー - 茜新社、1995
- プリプリガールズ（全２巻） - シュベール出版、1996-1997
- 三人から始めよう!（全４巻） - シュベール出版、1996-1998
- 放課後はチャンス - フランス書院、1997
- ミラクルガール&ボーイ - シュベール出版、1998
- OLウェイズ （全3巻）- シュベール出版、1999-2000
- クッキー&クリーム - 蒼竜社、2000
- サカマチ夢譚 - シュベール出版、2001
- ラズベリー&ストロベリー - 蒼竜社、2001